# Roman Clemens
Roman Clemens (* 11. Februar 1910 in Dessau; † 3. Februar 1992 in Zürich) war ein deutscher Bühnenbildner und Gestalter.

## Leben
Roman Clemens war von 1927 bis 1931 Schüler am Bauhaus (Lehrer: Paul Klee, Wassili Kandinsky, Oskar Schlemmer). 1931 erhielt er das Bauhaus-Diplom Nr. 39. Anschließend arbeitete er als Bühnenbildner bis 1932 in Dessau und dann bis 1943 am Opernhaus Zürich. Ab 1945 verschiedene Projekt für das Raumtheater, Internat. Ausstellungen. Er war Gestalter des bekannten Zürcher Kinos «Studio 4» und leistete zahlreiche Bühnenarbeiten für das Opernhaus Zürich.
Konstruktivistische Gemälde stammen aus den 1970er und 1980er Jahren.

## Ehrungen
- 1962: Johann-Heinrich-Merck-Ehrung der Stadt Darmstadt